# کامی کلودل (فیلم)
کامی کلودل (به فرانسوی: Camille Claudel) نام فیلم درام فرانسوی است دربارهٔ زندگیِ کامی کلودل، مجسمه‌ساز فرانسوی، که در سال ۱۹۸۸ به کارگردانی برونو نویتن ساخته شد. این فیلم در رشتهٔ بهترین فیلمِ خارجی نامزد شد اما نتوانست جایزه اسکار را بگیرد. ایزابل آجانی نیز که خرس نقره‌ای برای بهترین بازیگر زن را از جشنواره برلین کسب کرده بود، موفق شد برای بازی در این فیلم برای دریافتِ جایزه اسکار بهترین بازیگر نقش اول زن نامزد شود.